# Complesso nuragico di Santa Sarbana
Il complesso nuragico di Santa Sarbana o Sabina si trova nel comune di Silanus, accanto all'omonima chiesa bizantina ed è costituito da un nuraghe, un villaggio, una tomba di giganti e il pozzo sacro di Cherchizzu.

## Il nuraghe

### Descrizione e struttura
La torre nuragica costituiva il centro di un grande complesso monumentale, insieme ad un grande villaggio, di cui si individuano con difficoltà le tracce, a due tombe di giganti ed al pozzo sacro di Cherchizzu.
Il nuraghe ha un diametro alla base di 12,60 m e, benché demolito nelle parti alte, si conserva in elevato per 8,60 m.
Attraverso l'ingresso rivolto a Sud si entra nel corridoio, su cui si aprono, a destra, una nicchia rettangolare e, a sinistra, la scala, ancora percorribile, che conduceva alla cella superiore, ormai distrutta.
Il corridoio porta alla bella camera circolare, che ha un diametro di 4,15 m e sulla quale si aprono tre nicchie disposte a croce.
La copertura ad ogiva, alta 8,35 m, è costituita da filari di pietre disposte in cerchio, il cui diametro si riduce gradualmente andando verso l'alto, sino alla chiusura della volta.
Il vano scala, illuminato da una feritoia, ha sezione ogivale, un'altezza iniziale di 2,37 m ed intermedia di 3,88 m.
Il monumento è databile tra la seconda metà del XIV ed il X secolo a.C., quindi tra l'età del bronzo recente e gli inizi del Bronzo finale.

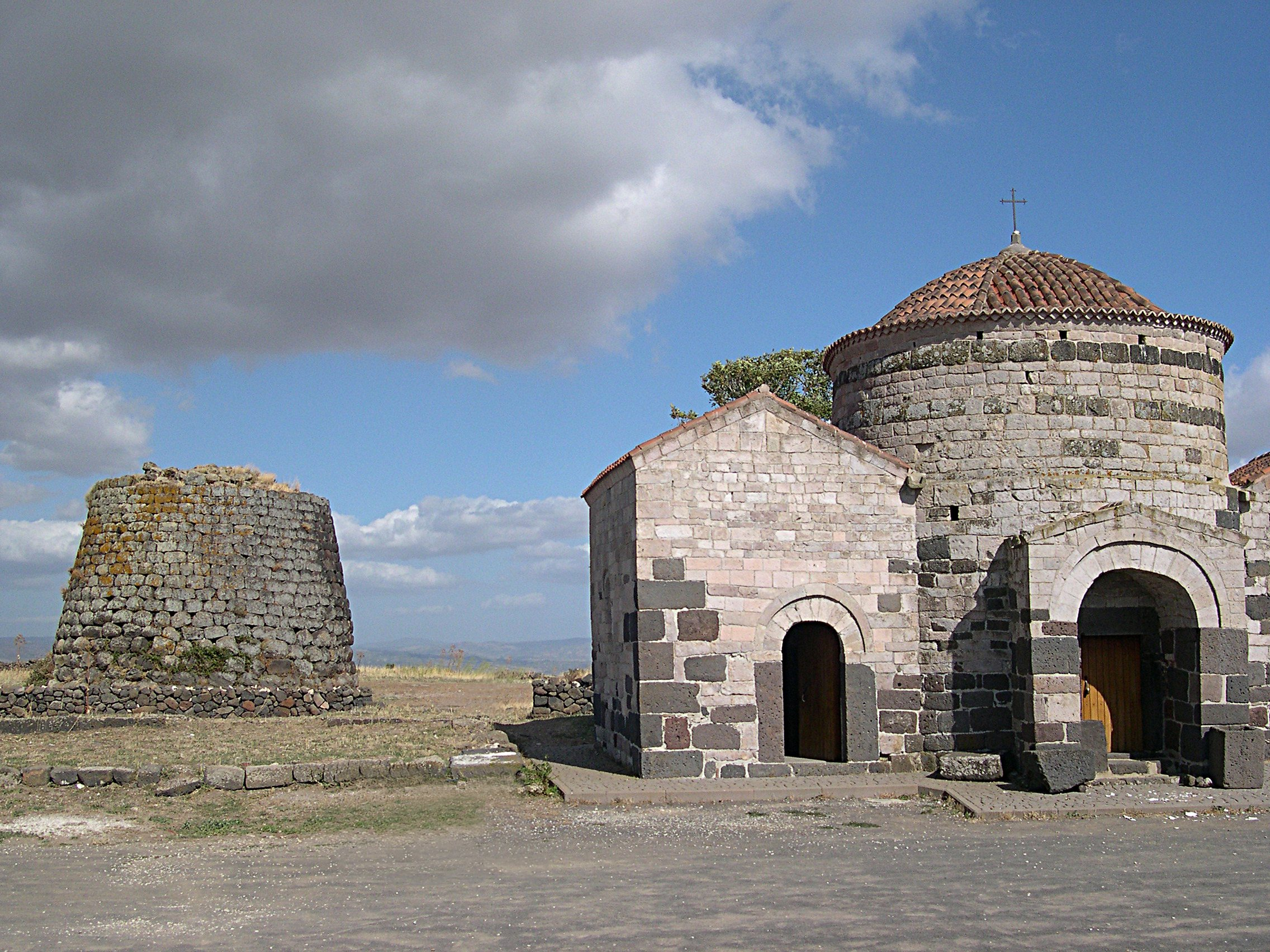
Vista del nuraghe di Santa Sabina e della chiesa bizantina omonima